# Walter Karl Johann Roepke
Walter Karl Johann Roepke ( Inowrocław/Hohensalza, 18 september 1882 – Wageningen, 7 februari 1961) was een Duits entomoloog en van 1919 tot 1953 hoogleraar aan de Landbouwhogeschool Wageningen. Hij was gespecialiseerd in Lepidoptera en Coleoptera.

## Biografie
Hoewel zijn vader hem voorbestemd had voor het bankwezen, werd Roepke zelf aangetrokken tot de natuurwetenschappen en hij ging biologie studeren, aanvankelijk in Berlijn maar na een jaar in Zürich, waar hij zich in de entomologie specialiseerde. Hij doctoreerde er in 1907. In 1908 werd hem een baan aangeboden als entomoloog-assistent aan het Algemeen Proefstation te Salatiga op Java. Zijn eerste opdracht daar was het onderzoek naar de schadelijke insecten op de kinaplantages. Hij zou zijn verdere carrière uitbouwen in Nederlands-Indië en Nederland.
Rond 1913 werd hij aangeduid als de directeur van het proefstation Midden-Java. Zijn gezondheid werd echter bedreigd door een tropische ziekte. Tijdens de Eerste Wereldoorlog onderzocht hij de schade die insecten toebrachten aan tropische producten in opslag. Dat bracht hem onder de aandacht van de Nederlandse overheid, en in 1918 werd hij aangesteld als hoogleraar tropische landbouw te Wageningen, zodat hij vanaf 1919 in Nederland actief was. Vanaf ca. 1925 tot 1953 doceerde hij plantenziektenkunde, meer bepaald de dierkundige, entomologische kant. Bij zijn afscheid werd hij geridderd in de Orde van de Nederlandse Leeuw. Van het Tijdschrift over Plantenziekten verscheen toen ook een themanummer rond Roepke. Roepke maakte vanaf 1929 deel uit van de redactie van dat tijdschrift, naast o.m. Johanna Westerdijk.
De dissertaties waarvan Roepke de promotor was handelden o.m. over de zwarte bonenluis (Aphis fabae) en aanverwante soorten in Nederland (C.JJ.H. Franssen, 1927); de djatitermiet (Kalotermes tectonae) en zijn bestrijding (L.G.E. Kalshoven, 1930); de schildluis Chionaspis salicis  (J.B.M. van Dinter, 1950); en het aardappelaaltje (Heterodera rostochiensis) (M. Oostenbrink, 1950).
Naast zijn academische taken wijdde Roepke zich aan de studie van vlinders uit het Oriëntaals gebied en in het bijzonder de Indische archipel; hij beschreef talrijke nieuwe taxa, waaronder een groot aantal Delias-soorten uit de familie van de witjes. Ook na zijn pensioen bleef hij deze studies verderzetten. Zijn insectenverzameling is nu in het Rijksmuseum van Natuurlijke Historie te Leiden.